# تاريخ النساء
تاريخ المرأة هو دراسة دور المرأة الذي لعبت في التاريخ ووالأساليب اللازمة للقيام بذلك. ويشمل دراسة تاريخ نمو حقوق المرأة طوال التاريخ المسجل، وأهمية الدراسة التاريخية للأفراد والمجموعات من النساء، وتأثير تلك الأحداث التاريخية على النساء. إن الدراسة المتأصلة في تاريخ المرأة هو الاعتقاد بأن التقليل من تسجيلات التاريخ التقليدية أو تجاهل إسهامات المرأة وتأثير تلك الأحداث التاريخية على المرأة ككل، في هذا الصدد، تاريخ المرأة هو في كثير من الأحيان يمثل شكل من أشكال المراجعة التاريخية، والتي تسعى إلى تحدي أو توسيع توافق الآراء التاريخية التقليدية.
المراكز الرئيسية للمنح الدراسية في الولايات المتحدة وبريطانيا، كانت الموجة النسوية للمؤرخين، وتأثرن بنهج جديد يروج لها التاريخ الاجتماعي. لقد ناقش وحلل الناشطون في حركة تحرير المرأة الظلم وعدم المساواة التي عانت منه المرأة عبر التاريخ، وكانوا يعتقدون أنه لا بد من التعرف على حياة أمهاتنا، حيث وجدت مطبوعات قليلة جدا من المنح الدراسية. وجرى كتابة التاريخ أساسا على يد الرجال وحول الرجال في المجال العام من الحروب والتاريخ السياسي والدبلوماسية والإدارة. عادةً ما استبعدت المرأة وقلما جرى ذكرها في التاريخ، وعادة ما صورت ضمن الإطار التقليدي الجنسي والأدوار النمطية التي ارتبطت بالمرأة مثل الزوجات والأمهات والعشيقات. دراسة التاريخ هو القيمة لادن في هذا الصدد إلى ما يعتبر تاريخيا «ذو قيمة». جوانب أخرى من هذا المجال من الدراسة هو الاختلافات في حياة المرأة بسبب العرق أو الوضع الاقتصادي والوضع الاجتماعي ومختلف الجوانب الأخرى من المجتمع.

## المناطق

### أوروبا
جاءت التغييرات في القرنين التاسع عشر والعشرين. على سبيل المثال، للمرأة الحق في المساواة في الأجر منصوص عليه الآن في القانون. وتدير النساء عادة الأسر المعيشية، ويحملن الأطفال ويربونهن، ويمرضن، والأمهات، والزوجات، والجيران، والأصدقاء، والمعلمون. وأثناء فترات الحرب، صيغت المرأة في سوق العمل للاضطلاع بأعمال كانت تقتصر تقليديا على الرجل. وفي أعقاب الحروب، فقدوا دائما وظائفهم في الصناعة واضطروا إلى العودة إلى الأدوار المنزلية والخدماتية

#### بريطانيا العظمى
تاريخ المرأة الاسكتلندية في أواخر القرن التاسع عشر وأوائل القرن العشرين لم يتم تطويره كدراسة حتى الثمانينيات. وبالإضافة إلى ذلك، تم نشر معظم الأعمال المتعلقة بالمرأة قبل عام 1700 منذ عام 1980. وقد اتخذت العديد من الدراسات الحديثة نهج السيرة الذاتية، ولكن عمل آخر استند إلى رؤى من البحوث في أماكن أخرى لدراسة قضايا مثل العمل والأسرة والدين والجريمة والصور من النساء. كما يكشف العلماء عن أصوات النساء في رسائلهن ومذكراتهن وشعرهن وسجلات المحكمة. وبسبب التطور المتأخر في هذا المجال، فإن الكثير من الأعمال الحديثة قد استعادت، ولكن على نحو متزايد، فإن رؤى التاريخ الجنساني، سواء في البلدان الأخرى أو في التاريخ الإسكتلندي بعد عام 1700، تستخدم للإطاحة بالأسئلة المطروحة. وينبغي أن يسهم العمل في المستقبل في إعادة تفسير الروايات الحالية للتاريخ الإسكتلندي وأيضا إلى تعميق تعقيد تاريخ المرأة في أواخر العصور الوسطى وبداية بريطانيا الحديثة وأوروبا
في أيرلندا دراسات المرأة والعلاقات بين الجنسين أكثر عموما، كانت نادرة قبل عام 1990 ؛ وهي الآن شائعة مع بعض 3000 الكتب والمقالات في الطباعة.

#### فرنسا
وقد اتخذ المؤرخون الفرنسيون نهجا فريدا: فقد كان هناك منح دراسية واسعة النطاق في تاريخ المرأة والجنسانية على الرغم من عدم وجود برامج أو إدارات للدراسات المتعلقة بالمرأة أو على مستوى الجنس. ولكن النهج التي يستخدمها الأكاديميون الآخرون في البحث عن تاريخ اجتماعي واسع القاعدة قد طبقت في مجال تاريخ المرأة أيضا. ويرجع ارتفاع مستوى البحث والنشر في تاريخ المرأة والجنس إلى الاهتمام الكبير في المجتمع الفرنسي. إن التمييز الهيكلي في الأوساط الأكاديمية ضد موضوع التاريخ الجنساني في فرنسا يتغير بسبب الزيادة في الدراسات الدولية بعد تشكيل الاتحاد الأوروبي، والمزيد من العلماء الفرنسيين يبحثون عن تعيينات خارج أوروبا.

##### قبل الثورة
في النظام القديم في فرنسا، قلة من النساء تحتل أي سلطة رسمية. فعلت بعض الملكات، كما فعل رؤساء الأديرة الكاثوليكية. في التنوير، قدمت كتابات الفيلسوف جان جاك روسو برنامجا سياسيا لإصلاح النظام القديم، يقوم على إصلاح الأعراف المحلية. مفهوم روسو للعلاقات بين المجالين الخاص والعام هو أكثر توحيدا من تلك الموجودة في علم الاجتماع الحديث. ورأت روسو أن الدور المحلي للمرأة هو شرط مسبق هيكلي لجماعة «حديثة»، وأكثر من علماء الفرنسيين الذين يسعون للتعيينات خارج أوروبا.
ويحظر القانون السالي المرأة من القاعدة؛ ومع ذلك، فإن القوانين لحالة ريجنسي، عندما كان الملك أصغر من أن يحكم بنفسه، جلبت الملكة إلى مركز السلطة. الملكة يمكن أن تضمن مرور السلطة من ملك واحد إلى آخر - من زوجها الراحل لابنها الصغير - في الوقت نفسه ضمان استمرارية سلالة.

##### التعليم للبنات
وكانت التطلعات التعليمية في ازدياد وأصبحت مؤسسية على نحو متزايد من أجل تزويد الكنيسة والدولة مع الموظفين للعمل كمديريهم في المستقبل. وتم تعليم الفتيات أيضا، ولكن ليس لتحمل المسؤولية السياسية. والفتيات غير مؤهلات لشغل مناصب قيادية، واعتبرت عموما أن لديهن فكر أدنى شقيق. كان لدى فرنسا العديد من المدارس المحلية الصغيرة حيث تعلم الأطفال من الطبقة العاملة - الصبيان والبنات على السواء - القراءة، والأفضل «أن يعرفوا ويحبوا ويخدموا الله». وقد أعطي أبناء وبنات النخب النبيلة والبرجوازية تعليما خاصا بنوع الجنس: فتم إرسال الأولاد إلى المدرسة العليا، وربما الجامعة، في حين أن أخواتهم - إذا كانوا محظوظين بما فيه الكفاية لمغادرة المنزل - سترسل إلى المجلس في دير مع منهج غامض. وطعن التنوير في هذا النموذج، ولكن لم يقدم أي بديل حقيقي لتعليم الإناث. فقط من خلال التعليم في المنزل كانت النساء على دراية تشكلت، وعادة إلى نهاية الوحيدة من الإبهار صالوناتهم.

#### ألمانيا
قبل القرن التاسع عشر، عاشت الشابات تحت السلطة الاقتصادية والتأديبية لآبائهن حتى تزوجن وتمريرهن تحت سيطرة أزواجهن. ومن أجل تأمين زواج مرض، تحتاج المرأة إلى جلب مهر كبير. وفي الأسر الأكثر ثراء، تلقت البنات مهرهن من أسرهن، في حين أن النساء الفقيرات بحاجة إلى العمل من أجل إنقاذ أجورهن من أجل تحسين فرصهن في الزواج. وبموجب القوانين الألمانية، تتمتع المرأة بحقوق الملكية على مهرها وميراثها، مما يعود بالفائدة القيمة على معدلات الوفيات المرتفعة التي تؤدي إلى الزيجات المتتالية. قبل عام 1789، كانت غالبية النساء تعيش في المجال الخاص للمجتمع، المنزل.
و «عصر العقل» لم يجلب أكثر من ذلك بكثير للنساء: فالرجال، بمن فيهم عشاق التنوير، يعتقدون أن النساء من الطبيعي أن يكون زوجات وأمهات. وفي داخل الطبقات المتعلمة، كان هناك اعتقاد بأن المرأة تحتاج إلى أن تكون متعلمة بما فيه الكفاية لتكون محاورات ذكية ومقبولة لأزواجهن. غير أنه من المتوقع أن تكون النساء من الطبقة الدنيا منتجة اقتصاديا من أجل مساعدة أزواجهن على تلبية احتياجاتهم.
وفي الدولة الألمانية التي تأسست حديثا (1871)، كانت النساء من جميع الطبقات الاجتماعية محرمات سياسيا واجتماعيا. إن مدونة الاحترام الاجتماعي تقتصر على الطبقة العليا والنساء البرجوازية على ديارهن. واعتبرت هذه الفئات أقل من الناحية الاجتماعية والاقتصادية من أزواجهن. وقد سخرت النساء غير المتزوجات، وأولئك الذين أرادوا تجنب النسب الاجتماعية يمكن أن يعملوا كخدم منزلي بدون أجر يعيشون مع أقاربهم؛ في الأكثر قدرة يمكن أن يعملوا كمدراء أو يمكن أن يصبحوا راهبات.
وأصبح عدد كبير من أسر الطبقة المتوسطة فقيرا بين عامي 1871 و 1890 حيث كانت وتيرة النمو الصناعي غير مؤكدة، وكان على المرأة أن تكسب المال سرا عن طريق الخياطة أو التطريز للمساهمة في دخل الأسرة. وفي عام 1865، تم تأسيس مؤسسة ألجيمينر دويتشر فراوينفيرين (أدف) كمنظمة شاملة للجمعيات النسائية، مطالبة بحقوق التعليم والعمل والمشاركة السياسية. وبعد ثلاثة عقود، حلت قوات الدفاع الشعبي محل قوات الدفاع الشعبي واستبعدت من العضوية الحركة البروليتارية التي كانت جزءا من المجموعة السابقة. وكان للحركتين وجهات نظر متباينة بشأن مكانة المرأة في المجتمع، وبناء على ذلك، كانت لديهما أيضا أجندات مختلفة. وقدمت الحركة البرجوازية إسهامات هامة في حصول المرأة على التعليم والعمالة (ولا سيما في المكاتب والتعليم). ومن ناحية أخرى، تطورت الحركة البروليتارية كفرع للحزب الديمقراطي الاجتماعي. وعندما أصبحت وظائف المصانع متاحة للنساء، قامن بحملة من أجل المساواة في الأجر والمعاملة المتساوية. في عام 1908 فازت النساء الألمان بالحق في الانضمام إلى الأحزاب السياسية، وفي عام 1918 منحن أخيرا حق التصويت. وكان تحدي المرأة في ألمانيا موضع تحدي في السنوات التالية
وقد أولى المؤرخون اهتماما خاصا للجهود التي تبذلها ألمانيا النازية لعكس المكاسب السياسية والاجتماعية التي حققتها النساء قبل عام 1933، وخاصة في جمهورية فايمار الليبرالية نسبيا تغير دور المرأة في ألمانيا النازية وفقا للظروف. نظريا يعتقد النازيون أن المرأة يجب أن تكون تابعة للرجل، وتجنب المهن، تكرس نفسها إلى الإنجاب وتربية الأطفال، وتكون مساعدة لزملاء الآباء المهيمن التقليدي في الأسرة التقليدية. ولكن، قبل عام 1933، لعبت النساء أدوارا مهمة في المنظمة النازية وتم السماح لها ببعض الاستقلال الذاتي لتعبئة نساء أخريات. وبعد أن وصل هتلر إلى السلطة في عام 1933، استعيض عن النساء الناشطات بنساء بيروقراطيات أكدن على الفضائل الأنثوية والزواج والولادة.
ومع استعداد ألمانيا للحرب، تم إدماج أعداد كبيرة من النساء في القطاع العام، ومع الحاجة إلى التعبئة الكاملة للمصانع بحلول عام 1943، طلب من جميع النساء التسجيل لدى مكتب العمل. وكانت مئات الآلاف من النساء يخدمن في الجيش كممرضات وموظفات للدعم، كما خدم مئات الآلاف منهن في لوفتواف، وخاصة المساعدة في تشغيل الأنظمة المضادة للطائرات. اولا تزال أجور المرأة غير متساوية وتحرم المرأة من مراكز القيادة والسيطرة.
وقتلت أكثر من مليوني امرأة في المحرقة. وقد اعتبرت الأيديولوجية النازية النساء عموما عاملات خصوبة. وتبعا لذلك، حددت المرأة اليهودية كعنصر يمكن إبادته لمنع نشوء الأجيال المقبلة. ولهذه الأسباب، تعامل النازيون مع النساء كأهداف رئيسية للإبادة في المحرقة

### أوروبا الشرقية
وقد تأخر الاهتمام بدراسة تاريخ المرأة في أوروبا الشرقية. ممثل هنغاريا، حيث تم اكتشاف التأريخ من قبل بيتو وسابور (2007). قاومت الأکادیمیات دمج ھذا المجال المتخصص من التاریخ، وذلك أساسا بسبب الأجواء السیاسیة ونقص الدعم المؤسسي. قبل عام 1945، تناول التأريخ بشكل رئيسي الموضوعات القومية التي دعمت أجندة سياسية غير ديمقراطية للدولة. بعد عام 1945، عكست الأوساط الأكاديمية نموذجا سوفياتية. فبدلا من توفير جو يمكن أن تكون فيه المرأة موضوعا للتاريخ، تجاهل هذا العصر دور حركة حقوق المرأة في أوائل القرن العشرين. وتابع انهيار الشيوعية في عام 1989 عقد من التطورات الواعدة التي نشرت فيها السير الذاتية للنساء الهنغارات البارزات، وكانت لحظات هامة من التاريخ السياسي والثقافي للمرأة موضوع البحث. ومع ذلك، كانت جودة هذه المنحة غير متساوية وفشلت في الاستفادة من التقدم المنهجي في البحوث في الغرب. وبالإضافة إلى ذلك، استمرت المقاومة المؤسسية، كما يتضح من عدم وجود برامج جامعية أو دراسات عليا مخصصة لتاريخ المرأة ونوع الجنس في الجامعات الهنغارية.

#### روسيا
بدأ تاريخ المرأة في روسيا لتصبح مهمة في العصر القيصري، وظهر القلق في وعي وكتابة الكسندر بوشكين. خلال الحقبة السوفيتية، تم تطوير النسوية جنبا إلى جنب مع المثل العليا للمساواة، ولكن في الممارسة العملية وفي الترتيبات المحلية، غالبا ما يهيمن الرجال.
وبحلول التسعينيات من القرن العشرين، حفزت الدوريات الجديدة، وخاصة كاسوس وأوديسيوس: الحوار مع الزمن، آدم وحواء تاريخ المرأة، ومؤخرا تاريخ الجنس. وقد أدى استخدام مفهوم نوع الجنس إلى تحويل التركيز من النساء إلى مفاهيم اجتماعية ومثقفة ثقافيا عن الاختلافات الجنسية. وقد أدى ذلك إلى نقاشات أعمق حول التأريخ ووعد بتحفيز تطوير تاريخ «عام» جديد قادر على دمج التاريخ الشخصي والمحلي والاجتماعي والثقافي.

### آسيا والمحيط الهادئ
نظرة عامة عامة عن النساء في التاريخ الآسيوي نادرة، لأن معظم المتخصصين يركزون على الصين واليابان والهند وكوريا أو منطقة أخرى تعرف تقليديا.

#### الصين
ويتناول العمل المنشور عموما النساء كمشاركات واضحة في الثورة والعمالة كوسائل لتحرير المرأة والكونفوشيوسية والمفهوم الثقافي للأسرة كمصدر لقمع المرأة. وفي حين ظلت طقوس الزواج الريفي، مثل ثمن العروس والمهر، هي نفسها في الشكل، فقد تغيرت وظيفتها. ويعكس ذلك تراجع الأسرة الموسعة والنمو الذي شهدته وكالة المرأة في عملية الزواج. وفي المنحة الدراسية الأخيرة في الصين، أسفر مفهوم النوع الاجتماعي عن قدر من المعرفة الجديدة في الكتابات باللغة الإنجليزية والصينية.

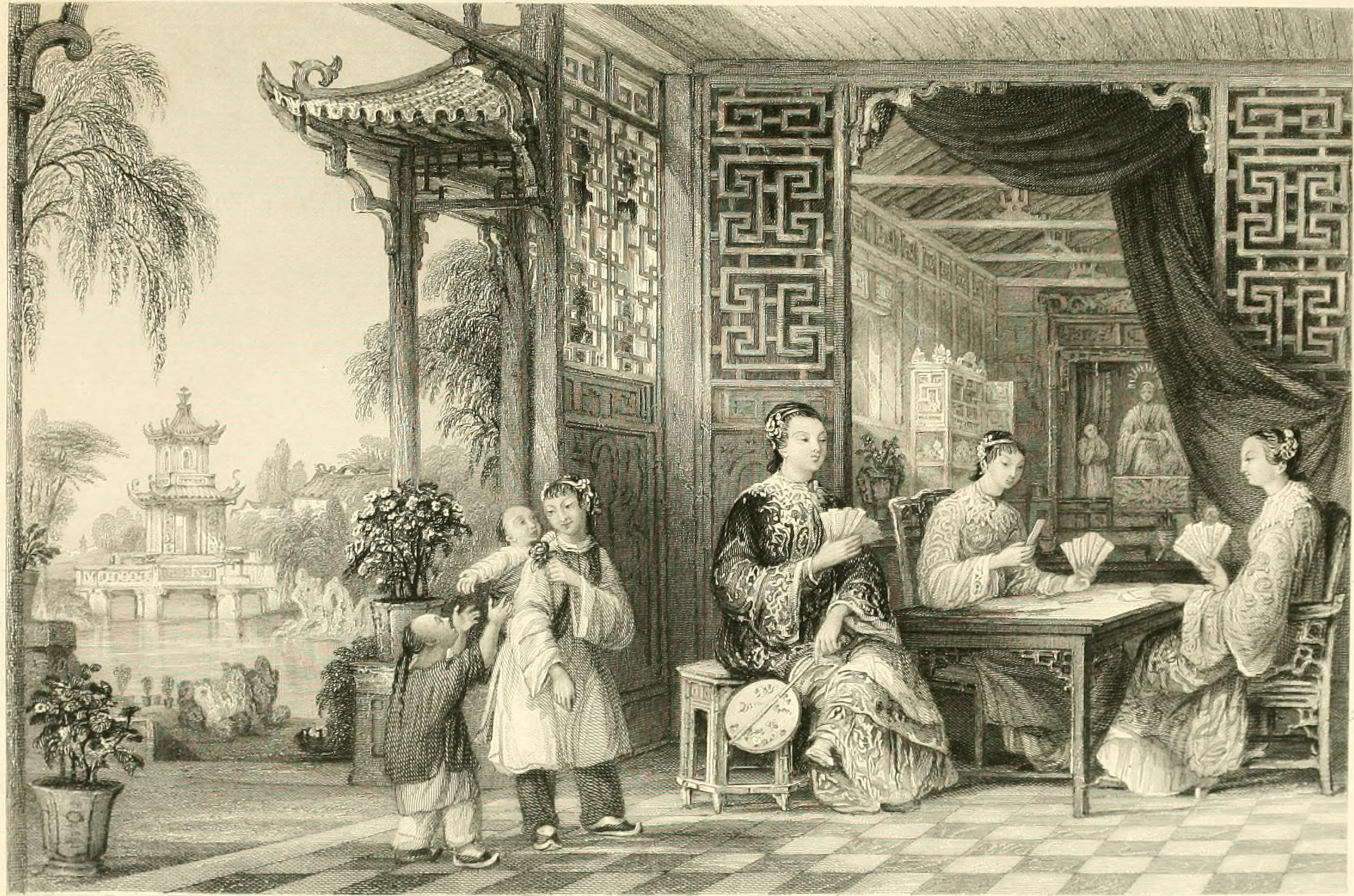
السيدات من عائلة الماندرين في بطاقات، توماس ألوم؛ G.N. رايت (1843). الصين، في سلسلة من وجهات النظر، وعرض مشهد، والعمارة، والعادات الاجتماعية لتلك الإمبراطورية القديمة المجلد 3. p. 18

كونغ فو nü شينغ هو شي (الصينية المبسطة: 中国 妇女 生活史؛ الصينية التقليدية: 中國 婦女 生活史؛ بينين: Zhōngguó Fùnǚ Shēnghuó Shǐ؛ حرفيا: «المرأة الصينية تاريخ الحياة») هو كتاب تاريخي كتبه تشن دونغ يون في عام 1928 والتي نشرتها الصحافة التجارية في عام 1937. وقد أثر هذا الكتاب، وهو أول كتاب يقدم مقدمة منهجية لتاريخ المرأة في الصين، تأثيرا قويا على مزيد من البحوث في هذا المجال.
يسلط الكتاب الضوء على حياة المرأة الصينية بدءا من العصور القديمة (قبل عهد أسرة تشو) إلى جمهورية الصين. في الكتاب، يتم فصل المقاطع على أساس السلالات في الصين. وتنقسم الأقسام إلى قطاعات لإدخال مواضيع مختلفة، مثل الزواج، والقوانين الأخلاقية الإقطاعية، والتعليم للمرأة، والفضائل، والمواقف، ومفهوم العفة، وملزمة القدم وحركة حقوق المرأة في الصين الحديثة. مستوحاة من الأفكار المضادة التقليدية في حركة الثقافة الجديدة، كرس المؤلف الكثير من الجهد للكشف عن وندين الظلم وقمع في الثقافة والمؤسسات والحياة التي تضحي المرأة في الصين. ووفقا للكتاب، تحسنت ظروف المرأة قليلا حتى الصين الحديثة. في مقدمة الكتاب، يكتب المؤلف: منذ النساء في الصين يتعرضون دائما لسوء المعاملة، وتاريخ النساء هو، وبطبيعة الحال تاريخ الاعتداء على النساء في الصين. وكشفت الكاتبة عن الدافع: يعتزم الكتاب شرح كيف يتطور مبدأ المرأة أدنى من الرجل؛ كيفية تكثيف الإساءة إلى النساء مع مرور الوقت؛ وكيف أن البؤس على ظهر المرأة تجربة التغيير التاريخ. وترغب صاحبة البلاغ في تعزيز تحرير المرأة من خلال الكشف عن قمع المرأة سياسيا واجتماعيا.
يستكشف مان (2009) كيف قام كتاب السيرة الصينيون بوصف النساء على مدى ألفي عام (221 قبل الميلاد إلى 1911)، وخاصة خلال عهد أسرة هان. تشانغ شيانغ، سيما تشيان، وتشانغ هويان وغيرها من الكتاب غالبا ما تدرس النساء من الطبقة الحاكمة، وتمثيلها في مشاهد محلية من الموت في الروايات ودور الشهداء

##### التبت
تأريخ النساء في تاريخ التبت يواجه قمع تاريخ المرأة في الروايات الاجتماعية لمجتمع المنفى. ما غران أهان (2010) يدرس دور المرأة في القرن العشرين، وخاصة خلال الغزو والاحتلال الصيني للتبت. تدرس النساء في جيش المقاومة التبتي، تبعية المرأة في المجتمع البوذي، والمفهوم المستمر للدم الحيض كعامل ملوث.
1998

#### اليابان

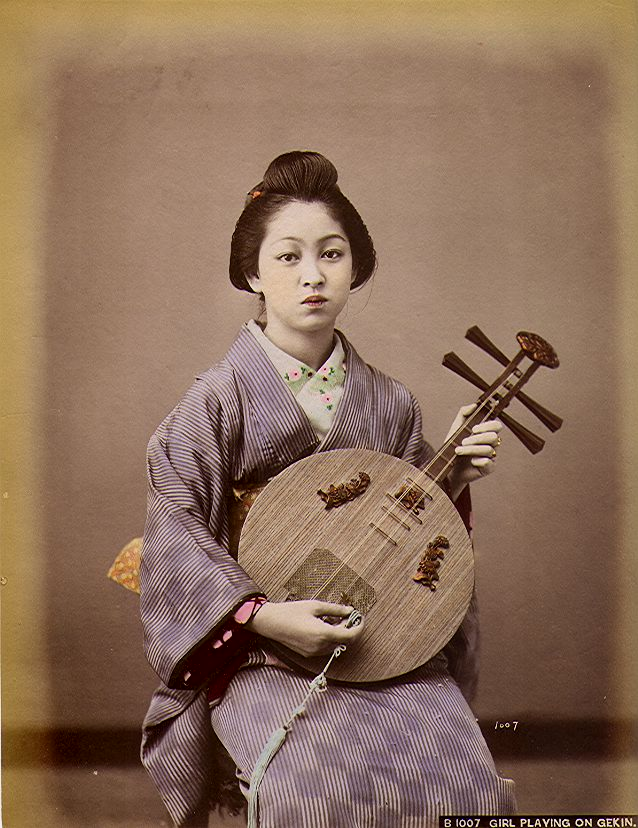
فتاة يابانية تلعب على gekin, البارون رايموند فون Stillfried und Rathenitz (1839-1911)

وكان تاريخ المرأة اليابانية هامشيا إلى المنح الدراسية التاريخية حتى أواخر القرن العشرين. لم يكن هذا الموضوع موجودا قبل عام 1945، وحتى بعد ذلك التاريخ، كان العديد من المؤرخين الأكاديميين يترددون في قبول تاريخ المرأة كجزء من التاريخ الياباني. وقد أتاح المناخ الاجتماعي والسياسي في الثمانينيات على وجه الخصوص، المواتية بطرق عديدة للمرأة، فرصا لتاريخ المرأة اليابانية، وحقق هذا الموضوع أيضا اعترافا أكاديميا أكمل. وبدأت بحوث مثيرة ومبتكرة عن تاريخ المرأة اليابانية في الثمانينيات. وقد تم إجراء الكثير من هذا ليس فقط من قبل المؤرخات النساء الأكاديميات، ولكن أيضا من قبل الكتاب المستقلين والصحفيين ومؤرخين الهواة. أي من قبل أشخاص أقل تقييدا بالطرق والتوقعات التاريخية التقليدية. وقد أصبحت دراسة تاريخ المرأة اليابانية مقبولة كجزء من المواضيع التقليدية.

#### أستراليا ونيوزيلندا
مع عدد قليل من الاستثناءات، كان هناك تاريخ جدي قليل من النساء في أستراليا أو نيوزيلندا قبل 1970s.
وكانت دراسة رائدة هي باتريشيا غريمشاو، حقوق المرأة في نيوزيلندا (1972)، موضحا كيف أصبحت هذه المستعمرة النائية أول بلد في العالم يعطي المرأة التصويت. وظهر تاريخ المرأة كأنضباط أكاديمي في منتصف السبعينات، من قبل ميريام ديكسون، وريال ماتيلدا: المرأة والهوية في أستراليا، 1788 حتى الوقت الحاضر (1976). وكانت الدراسات الأولى تعويضية، وملء الفراغ حيث تركت النساء. وبالاشتراك مع التطورات في الولايات المتحدة وبريطانيا، كان هناك تحرك نحو الدراسات الجنسانية، مع هيمنة المجال على النسويات
وتشمل الموضوعات الهامة الأخرى الديموغرافيا والتاريخ العائلي. ومن الأهمية بمكان إجراء دراسات عن دور المرأة في المنزل، وفي الخدمة العسكرية خلال الحرب العالمية. انظر النساء الأستراليات في الحرب العالمية الأولى والنساء الأستراليات في الحرب العالمية الثانية.

### الشرق الأوسط
في الثمانينات بدأت المنح الدراسية تظهر على مواضيع تتعلق بالشرق الأوسط.

### أفريقيا
وقد ظهرت دراسات قصيرة عديدة لتاريخ المرأة في الدول الأفريقية.
 وقد ظهرت العديد من الدراسات الاستقصائية التي وضعت أفريقيا جنوب الصحراء الكبرى في سياق تاريخ المرأة.
وهناك دراسات عديدة لبلدان ومناطق معينة، مثل نيجيريا. وليسوتو.
تحول العلماء إلى خيالهم لمصادر مبتكرة لتاريخ المرأة الأفريقية، مثل الأغاني من ملاوي، وتقنيات النسيج في صكتو، واللسانيات التاريخية.

### الأمريكتين

#### الولايات المتحدة
وبصرف النظر عن فرادى النساء، تعمل إلى حد كبير من تلقاء نفسها، وكانت أول جهود منظمة منظمة لتطوير تاريخ المرأة من بنات المتحدة من الكونفدرالية (أودك) في أوائل القرن 20th. ونسقت الجهود في جميع أنحاء الجنوب لقول قصة النساء على الواجهة الكونفدرالية، في حين أن المؤرخين الذكور قضى وقتهم مع المعارك والجنرالات. وشددت النساء على النشاط النسائي والمبادرة والقيادة. وأفادوا أنه عندما غادر جميع الرجال للحرب، أخذت النساء القيادة، وعثرن على الطعام، واستبدال الأطعمة التقليدية، واكتشفنا مهاراتهن التقليدية القديمة مع عجلة الغزل عندما أصبح قماش المصنع غير متاح، ونفذت جميع عمليات المزرعة أو المزارع. واجهوا خطر دون وجود رجال في الدور التقليدي لحمايتهم. ويؤكد المؤرخ جاكلين دود هول أن المركز UDC كان مروجا قويا لتاريخ المرأة
تم تجاهل عمل الباحثات من قبل مهنة التاريخ التي يهيمن عليها الذكور حتى 1960s، عندما جاءت أول اختراقات. قدمت جيردا ليرنر في عام 1963 أول دورة جامعية منتظمة في تاريخ المرأة. وانفجر مجال تاريخ المرأة بشكل كبير بعد عام 1970، جنبا إلى جنب مع نمو التاريخ الاجتماعي الجديد وقبول المرأة في برامج الدراسات العليا في إدارات التاريخ. في عام 1972، بدأت كلية سارة لورانس تقدم برنامج ماجستير في الآداب في تاريخ المرأة، التي أسسها جيردا ليرنر، التي كانت أول شهادة الدراسات العليا الأمريكية في هذا المجال. ومن التطورات الهامة الأخرى إدماج المرأة في تاريخ العرق والرق. وكان من بين الجهود الرائدة ديبورا رمادي أبيض 'Ar'n't أنا امرأة؟ أنثى العبيد في جنوب المزرعة (1985)، مما ساعد على فتح تحليل العرق والعبودية والإلغاء والنسوية، فضلا عن المقاومة والسلطة والنشاط، ومواضيع العنف والجنس والجسم. وكان الاتجاه الرئيسي في السنوات الأخيرة هو التأكيد على منظور عالمي. على الرغم من أن كلمة «المرأة» هي الكلمة الثامنة الأكثر استخداما في خلاصات جميع المقالات التاريخية في أمريكا الشمالية، إلا أنها ليست سوى ثالث وعشرين الكلمة الأكثر استخداما في خلاصات من المقالات التاريخية في مناطق أخرى. وعلاوة على ذلك، فإن «الجنس» يظهر مرتين تقريبا في ملخصات التاريخ الأمريكي مقارنة بالملخصات التي تغطي بقية العالم.
في السنوات الأخيرة، وصل المؤرخون من النساء إلى الطلاب الموجهة نحو الإنترنت. ومن الجهود الرائدة ومثال على جهود التوعية هذه الموقع الشبكي «المرأة والحركات الاجتماعية في الولايات المتحدة» الذي تحتفظ به كاثرين كيش سكلار وتوماس دبلن. مثال آخر هو كليك! الثورة النسوية الجارية، وهو معرض تاريخ المرآة الرقمية التي تنتجها كليو تصور التاريخ.

## المواضيع

### الحقوق والمساواة
وتشير حقوق المرأة إلى الحقوق الاجتماعية والإنسانية للمرأة. في الولايات المتحدة، أثارت حركات الإبطال موجة متزايدة من الانتباه إلى وضع المرأة، ولكن تاريخ النسوية يصل إلى قبل القرن الثامن عشر. (انظر بروتو فمينيسم.) كان ظهور العصر الإسلامي خلال القرن التاسع عشر يعني أن تلك الأقليات غير المرئية أو الأغلبية المهمشة كانت تجد حافزا ونموذجا مصغرا في مثل هذه الاتجاهات الجديدة للإصلاح. وانتقدت الأعمال المبكرة بشأن ما يسمى «مسألة المرأة» الدور التقليدي للمرأة، دون أن تدعي بالضرورة أن النساء محرومات أو أن الرجال يلومون. في بريطانيا، بدأت الحركة النسوية في القرن التاسع عشر وتستمر في الوقت الحاضر. كتبت سيمون دي بوفوار تحليلا مفصلا عن اضطهاد المرأة في مقالتها عام 1949 «الجنس الثاني». وأصبحت المسيرة التأسيسية النسوية المعاصرة. في أواخر الستينات وأوائل السبعينات، تغيرت الحركات النسوية، مثل الحركات في الولايات المتحدة، بشكل كبير حالة المرأة في العالم الغربي. ومن العوامل التي أدت إلى الثورة تطوير حبوب منع الحمل في عام 1960، مما أتاح للمرأة إمكانية الحصول على وسائل منع الحمل سهلة وموثوق بها من أجل تنظيم الأسرة.

### الرأسمالية
وقد ناقش مؤرخو المرأة تأثير الرأسمالية على وضع المرأة. وبسبب الجانب المتشائم، قالت أليس كلارك إنه عندما وصلت الرأسمالية إلى إنجلترا في القرن السابع عشر، كان لها تأثير سلبي على وضع المرأة لأنها فقدت الكثير من أهميتها الاقتصادية. وتقول كلارك إن المرأة في القرن السادس عشر كانت تعمل في العديد من جوانب الصناعة والزراعة. وكان المنزل وحدة مركزية للإنتاج، ولعبت المرأة دورا حيويا في إدارة المزارع، وفي بعض المهن وهبطت العقارات. إن أدوارهن الاقتصادية المفيدة تعطيهن نوعا من المساواة مع أزواجهن. ومع ذلك، تجادل كلارك، مع توسع الرأسمالية في القرن السابع عشر، كان هناك المزيد والمزيد من تقسيم العمل مع الزوج يأخذ العمل المأجور خارج المنزل، والزوجة خفضت إلى العمل المنزلي بدون أجر. كانت الطبقة الوسطى والنساء تقتصر على وجود محلي خامل، وتشرف على الخدم. اضطرت النساء ذوات الطبقة الدنيا إلى تولي وظائف منخفضة الأجر. ولذلك، كان للرأسمالية أثر سلبي على كثير من النساء. ففي تفسير أكثر إيجابية، يجادل آيفي بينشبيك أن الرأسمالية خلقت الظروف لتحرير المرأة. ويؤكد تيلي وسكوت على استمرارية المرأة ووضعها، ويجد ثلاث مراحل في التاريخ الأوروبي. وفي عصر ما قبل الصناعة، كان الإنتاج في الغالب للاستخدام المنزلي، وتنتج النساء كثيرا من احتياجات الأسر المعيشية. أما المرحلة الثانية فهي «اقتصاد الأجور الأسرية» في التصنيع المبكر، فإن الأسرة بأكملها تعتمد على الأجور الجماعية لأعضائها، بما في ذلك الزوج والزوجة والأطفال الأكبر سنا. أما المرحلة الثالثة أو الحديثة فهي «الاقتصاد الأسري للمستهلك»، حيث الأسرة هي موقع الاستهلاك، وتعمل النساء بأعداد كبيرة في وظائف البيع بالتجزئة والكتابية لدعم ارتفاع مستويات الاستهلاك.

### العمل
كان تعداد الولايات المتحدة لعام 1870 أول من عد «الإناث العاملات في كل مهنة» ويقدم لمحة عن تاريخ المرأة. وهو يكشف أنه، خلافا للأسطورة الشعبية، لم تكن جميع النساء الأمريكيات في العصر الفيكتوري «آمنة» في منازلهن من الطبقة الوسطى أو العمل في ورش العمل. وتشكل النساء 15 في المائة من مجموع القوة العاملة (1.8 مليون من أصل 12.5). وكانوا يشكلون ثلث مصنع «الناشطين»، وتركزوا في التدريس، حيث شددت الأمة على توسيع نطاق التعليم؛ واللباس، وخياطة الملابس، والخياطة. وكان ثلثا المدرسين من النساء. كما عملوا في أعمال الحديد والصلب (495)، والمناجم (46)، والمناشير (35)، وآبار النفط ومصافي التكرير (40)، وأعمال الغاز (4)، وأفران الفحم (5)، وعقدوا وظائف مثيرة للدهشة مثل السفينة (16)، تيستر (196)، عامل توربنتين (185)، مؤسس / عامل نحاس (102)، صانع ألواح خشبية ومخرطة (84)، رأس مالك (45)، بندقية وقفال (33) 2). وكان هناك خمسة محامين و 24 طبيب أسنان و 000 2 طبيب.

### سن الزواج
ويمكن استخدام سن الزواج للمرأة كمؤشر على وضع المرأة في المجتمع. ويمكن أن يؤثر سن المرأة عند الزواج على التنمية الاقتصادية، ويرجع ذلك جزئيا إلى أن المرأة المتزوجة في سن أعلى لديها فرص أكبر للحصول على رأس المال البشري. وفي المتوسط، تزداد أعمار زواج النساء في جميع أنحاء العالم. غير أن بلدان مثل المكسيك والصين ومصر وروسيا قد أظهرت زيادة أقل في هذا التدبير لتمكين المرأة من اليابان على سبيل المثال.

### الجنس والإنجاب
وفي تاريخ الجنس، كان للبناء الاجتماعي للسلوك الجنسي - محرماته وتنظيمه وآثاره الاجتماعية والسياسية - أثر عميق على المرأة في العالم منذ عصور ما قبل التاريخ. وبغض النظر عن الطرق المؤكدة للسيطرة على الإنجاب، تمارس النساء الإجهاض منذ العصور القديمة؛ العديد من المجتمعات تمارس أيضا قتل الأطفال لضمان بقاء الأطفال الأكبر سنا. ومن الناحية التاريخية، ليس من الواضح عدد المرات التي نوقشت فيها أخلاقيات الإجهاض (الإجهاض المستحث) في المجتمعات. في النصف الأخير من القرن العشرين، بدأت بعض الدول في إضفاء الشرعية على الإجهاض. وقد أثار هذا الموضوع المثير للجدل نقاشا ساخنا، وفي بعض الحالات العنف، حيث أن لأجزاء مختلفة من المجتمع أفكارا اجتماعية ودينية مختلفة عن معناها.
وقد تعرضت النساء لمختلف الظروف الجنسية المتعرجة وتم التمييز ضدهن في مختلف المواقف في التاريخ. وبالإضافة إلى النساء اللواتي كن ضحايا جنسيات للقوات في الحروب، كان من الأمثلة المؤسسية على ذلك أن الجيش الياباني يعبث نساء وفتيات اصليات كنساء راحة في بيوت الدعارة العسكرية في البلدان التي تحتلها اليابان خلال الحرب العالمية الثانية.

### الملابس

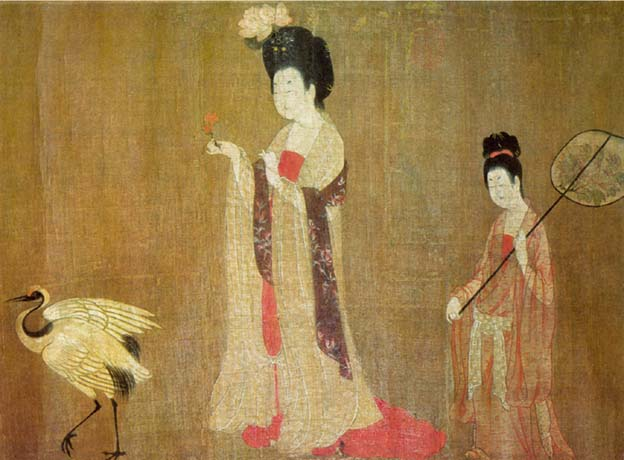
الجمال ارتداء الزهور, من قبل أسرة تانغ الفنان الصيني تشو فانغ، 8th القرن.

وقد تدور الجوانب الاجتماعية للملابس حول التقاليد المتعلقة ببعض البنود من الملابس تناسب جوهريا أدوار الجنسين المختلفة. وفي فترات مختلفة، أبرزت الموضات النسائية والنسائية على حد سواء مجالا واحدا أو آخر من جوانب الجسم. على وجه الخصوص، أدى ارتداء التنانير والسراويل إلى العبارات الشائعة التي تعبر عن قيود ضمنية في الاستخدام وعدم الموافقة على السلوك المسيء. على سبيل المثال، الإغريق القدماء في كثير من الأحيان يعتبر ارتداء السراويل من قبل الرجال الفارسيين كدليل على موقف إفمينات. تم استخدام الملابس النسائية في الأزياء الفيكتوري كوسيلة للسيطرة والإعجاب. وقد أدت ردود الفعل على الحلويات المفصلة للأزياء الفرنسية إلى دعوات مختلفة للإصلاح على أساس كل من الجمال (اللباس الفني والجمالي) والصحة (إصلاح اللباس، وخاصة للملابس الداخلية والملابس الداخلية). على الرغم من أن السراويل للنساء لم تصبح عصرية حتى أواخر القرن 20th، بدأت النساء يرتدي بنطلون للرجال (تغيير مناسب) للعمل في الهواء الطلق قبل مائة سنة. في 1960s، قدم أندريه كوريجس بنطلون طويل للنساء كبند الأزياء، مما أدى إلى عصر السراويل وجينز مصمم، والتدهور التدريجي للحظر ضد الفتيات والنساء ارتداء السراويل في المدارس، ومكان العمل، والمطاعم الراقية. الكورسيهات منذ فترة طويلة تستخدم للأزياء، وتعديل الجسم، مثل تخفيض الخصر. كان هناك، والعديد من الأنماط وأنواع مختلفة من الكورسيهات، متفاوتة اعتمادا على الاستخدام المقصود، وأسلوب صانع مشد، والموضات من العصر.

### حالة
وكثيرا ما ينظر إلى المركز الاجتماعي للمرأة في عصر فيكتوريا على أنه مثال على التناقض الصارخ بين قوة البلد وثرائه وما يعتبره الكثيرون ظروفه الاجتماعية المروعة. كانت الأخلاق الفيكتوري مليئة بالتناقضات. وهناك عدد كبير من الحركات الاجتماعية المعنية بتحسين الآداب العامة تتعايش مع نظام الطبقات الذي يسمح وفرض ظروف معيشية قاسية للكثيرين، مثل النساء. وفي هذه الفترة، تم تقدير المظهر الخارجي للكرامة وضبط النفس، ولكن «الرذائل» المعتادة استمرت، مثل البغاء. في العصر الفيكتوري، تم تطوير آلة الاستحمام وازدهرت. وكان جهازا للسماح للناس أن يدوا في المحيط في الشواطئ دون انتهاك المفاهيم الفيكتوري من التواضع حول وجود «أطرافه» كشفت. وكانت آلة الاستحمام جزءا من آداب الاستحمام البحري التي فرضت على النساء أكثر من الرجال.

### «العشرينات الهادرة»
إن العشرينيات الصاخبة مصطلح للمجتمع والثقافة في عشرينات القرن الماضي في العالم الغربي. كانت فترة من الازدهار الاقتصادي المستدام مع حافة ثقافية مميزة في الولايات المتحدة وكندا وأوروبا الغربية، وخاصة في المدن الكبرى.
وجاء حق الاقتراع للمرأة في العديد من البلدان الكبرى في العشرينيات، بما في ذلك الولايات المتحدة وكندا وبريطانيا العظمى. وسعت العديد من الدول من حقوق التصويت للمرأة في الديمقراطيات التمثيلية والمباشر في جميع أنحاء العالم مثل الولايات المتحدة وكندا وبريطانيا العظمى ومعظم الدول الأوروبية الكبرى في 1917-21، وكذلك الهند. وقد أثر ذلك على العديد من الحكومات والانتخابات من خلال زيادة عدد الناخبين المتاحين. واستجاب السياسيون بإيلاء مزيد من الاهتمام للقضايا التي تهم المرأة، ولا سيما السلام، والصحة العامة، والتعليم، ووضع الأطفال. على العموم، صوتت النساء كثيرا مثل الرجال، إلا أنها كانت أكثر سلمية.
وشهدت عشرينات القرن الماضي ثورة في الموضة. رقصت المرأة الجديدة وشربت وتدخن وصوتت. قطعت شعرها قصيرة، وارتدى الماكياج وبارتيد. في بعض الأحيان كانت تدخن سيجارة. كان معروفا لكونها متعرج وأخذ المخاطر. كانت الزعنفة وقد أخذ عدد أكبر من النساء وظائف تجعلهن أكثر استقلالا وحرية. مع رغبتهم في الحرية والاستقلال جاء كذلك تغيير في الأزياء، والترحيب بأسلوب أكثر راحة، حيث كان الخصر فقط فوق الوركين وتخفيف، والبقاء بعيدا عن الطراز الفيكتوري مع مشد وخصر ضيق.

### الكساد الكبير
ممع انتشار البطالة بين الرجال والفقر، والحاجة إلى مساعدة أفراد الأسرة الذين هم في حالة أسوأ من ذلك، كانت الضغوط ثقيلة على النساء خلال الكساد الكبير في جميع أنحاء العالم الحديث. وكان الدور الأساسي هو ربة بيت. فبدون التدفق المستمر لدخل الأسرة، أصبح عملهم أصعب بكثير في التعامل مع الغذاء والملبس والرعاية الطبية. وانخفضت معدلات المواليد في كل مكان، حيث تم تأجيل الأطفال إلى أن تتمكن الأسر من دعمهم ماليا. وانخفض معدل الولادات في 14 بلدا رئيسيا بنسبة 12 في المائة من 19.3 مولود لكل ألف نسمة في عام 1930، إلى 17.0 في عام 1935. وفي كندا، تحدى نصف النساء الكاثوليكيات تعاليم الكنيسة واستخدمن وسائل منع الحمل لتأجيل الولادات.
ومن بين عدد قليل من النساء في القوى العاملة، كانت تسريح العمال أقل شيوعا في وظائف ذوي الياقات البيضاء، وكانت عادة موجودة في أعمال التصنيع الخفيفة. ومع ذلك، كان هناك طلب واسع النطاق للحد من الأسر في وظيفة واحدة مدفوعة الأجر، بحيث تفقد الزوجات فرص العمل إذا كان زوجهن يعمل. وفي جميع أنحاء بريطانيا، كان هناك ميل للنساء المتزوجات للانضمام إلى القوة العاملة، والتنافس على وظائف بدوام جزئي خاصة.
وفي المناطق الريفية والمدن الصغيرة، وسعت النساء من تشغيل حدائق الخضروات لتشمل أكبر قدر ممكن من الإنتاج الغذائي. وفي الولايات المتحدة، قامت المنظمات الزراعية برعاية برامج تعليم ربات البيوت كيفية تحسين حدائقهم ورفع الدواجن من أجل اللحوم والبيض. في المدن الأمريكية، وسعت نساء أمريكيات من أصل أفريقي أنشطتهم، وشجعت على التعاون، ودربت نوفارتس. تم إنشاء لحاف للاستخدام العملي من مختلف المواد غير مكلفة وزيادة التفاعل الاجتماعي للمرأة وتعزيز الصداقة الحميمة وتحقيق الشخصية.
يقدم التاريخ الشفوي أدلة على كيفية تعامل ربات البيوت في المدينة الصناعية الحديثة مع النقص في الأموال والموارد. وكثيرا ما يقومون بتحديث الاستراتيجيات التي تستخدمها أمهاتهن عندما يكبرن في الأسر الفقيرة. وتستخدم الأطعمة الرخيصة، مثل الحساء والفاصوليا والمعكرونة. اشتروا أرخص تخفيضات اللحوم - أحيانا حتى لحوم الخيل - وأعاد تدويرها المشوي الأحد إلى السندويشات والحساء. قاموا بتخليص وتطريز الملابس، وتداولوا مع جيرانهم للحصول على أغراض مفرغة، وعملوا مع منازل أكثر برودة. تم تأجيل الأثاث والأجهزة الجديدة حتى أيام أفضل. كما عملت العديد من النساء خارج المنزل، أو أخذن حواجز، وغسلن لأغراض تجارية أو نقدية، وخياطة الجيران مقابل شيء يمكن أن يقدمه. واستخدمت الأسر الممتدة المساعدات المتبادلة - الغذاء الإضافي، وغرف الغيار، وأعمال الإصلاح، والقروض النقدية - لمساعدة أبناء العمومة والأهل.
في اليابان، كانت سياسة الحكومة الرسمية الانكماشية وعكس الإنفاق الكينزي. وبناء على ذلك، أطلقت الحكومة حملة على الصعيد الوطني لحمل الأسر المعيشية على خفض استهلاكها، مع تركيز الاهتمام على إنفاق ربات البيوت.
في ألمانيا، حاولت الحكومة إعادة تشكيل استهلاك الأسر المعيشية الخاصة في إطار خطة السنوات الأربع لعام 1936 لتحقيق الاكتفاء الذاتي الاقتصادي الألماني. وحاولت المنظمات النسوية النازية ووكالات الدعاية الأخرى والسلطات تشكيل هذا الاستهلاك نظرا إلى الحاجة إلى الاكتفاء الذاتي الاقتصادي للتحضير للحرب المقبلة وإدامتها. وباستخدام القيم التقليدية للإدخار والحياة الصحية، استخدمت المنظمات ووكالات الدعاية والسلطات شعارات تدعو إلى القيم التقليدية للادخار والحياة الصحية. غير أن هذه الجهود لم تنجح إلا جزئيا في تغيير سلوك ربات البيوت. .

### الدين
وقد تباينت وجهات النظر بين الهندوس واليهود والسيخ والمسيحيين والمسيحية حول النساء على مدار الألفيتين الماضية، وتطورت مع المجتمعات التي عاش فيها الناس. على مدى الكثير من التاريخ، دور المرأة في حياة الكنيسة، المحلية والعالمية، تم التقليل من شأنها، تجاهلها، أو ببساطة إنكار.
- الجدول الزمني المرأة الوسامة في أمريكا
- الجدول الزمني المرأة الوسامة في جميع أنحاء العالم
- الجدول الزمني المرأة في الدين في أمريكا
- الجدول الزمني المرأة في الدين
- الجدول الزمني المرأة الحاخامات في أمريكا
- الجدول الزمني المرأة الحاخامات في جميع أنحاء العالم

## الحرب
وتشارك الحرب دائما النساء كضحايا وأشياء للحماية. خلال القرن العشرين أصبحت المرأة المدنية على الجبهة الداخلية ذات أهمية متزايدة في دعم الحرب الشاملة، كربات البيوت، وعمال الذخائر، والاستعاضة عن الرجال في الخدمة والممرضين والجنود القتالية.